# 芬恩·布彻
芬恩·布彻（英語：Finn Butcher，1995年3月17日—），新西兰男子皮划艇运动员，2021年世界皮划艇激流锦标赛男子单人极限皮艇银牌得主、2024年夏季奥林匹克运动会男子单人极限皮艇金牌得主。